# Монетизация экономики
Монетизация экономики — характеристика системы национальной экономики, которая отражает её насыщенность ликвидными активами. Уровень монетизации определяется развитием финансовой системы и экономики в целом. Также монетизация экономики определяет свободу движения капитала.
Коэффициент монетизации экономики — показатель, равный отношению денежной массы (агрегат М2 — наличные деньги, чеки, вклады до востребования и денежные вклады предприятий и населения в банках) к валовому внутреннему продукту (ВВП). Данный показатель даёт представление о степени обеспеченности экономики деньгами. В ряде научных публикаций оцениваются не только показатель монетизации М2/ВВП, но и М3/ВВП и М1/ВВП. Чем выше М3/ВВП по сравнению с М1/ВВП, тем в стране более развита система безналичных расчётов и финансовый потенциал экономики. Небольшое различие свидетельствует о том, что в данной стране значительная доля денежных операций осуществляется в наличной форме, а банковская система развита слабо.
Некоторые экономисты считают, что искусственно (то есть государственными, нерыночными мерами) повысить коэффициент монетизации невозможно. Его рост отмечается на фоне укрепления доверия к национальной экономической политике, экономического роста, повышения уровня сбережений в национальной финансовой системе.
По мнению экспертов МВФ, на рост монетизации влияют следующие макроэкономические факторы:
- реальные ставки по депозитам;
- уровень доходов;
- реальный обменный курс.

От величины показателя монетизации экономики зависит возможность государства заимствовать деньги на внутреннем рынке и выполнять социальные программы. Экономисты отмечают, что при этом наблюдается определённый парадокс, связанный с различиями между номинальной и реальной денежной массой. Бесконтрольная денежная эмиссия приводит не к увеличению монетизации экономики, а к её уменьшению. Быстрый рост номинальной денежной массы в период инфляции приводит к росту цен и, соответственно, номинального ВВП, который опережает рост количества денег, что приводит к снижению коэффициента монетизации. Снижение темпов роста номинальной денежной массы при растущем ВВП повышает доверие к национальным деньгам, что, в свою очередь, приводит к росту монетизации экономики.
В то же время эксперты Столыпинского клуба (и вместе с ними советник президента, экономист Сергей Глазьев) считают, что добиться высокого уровня монетизации можно и с помощью денежной эмиссии, если дополнительные деньги будут использованы не на выплату зарплат и пенсий, а для стимулирования инвестиций.
Высокий уровень монетизации экономики характерен для развитых стран с хорошо функционирующим финансовым сектором. Низкий уровень монетизации создаёт искусственный дефицит денег и, соответственно, инвестиций. Это ограничивает экономический рост. В то же время насыщение экономики деньгами при неразвитой финансовой системе приведёт лишь к увеличению инфляции и, соответственно, ещё большему снижению монетизации экономики. Это обусловлено тем, что дополнительная денежная масса попадает на потребительский рынок, увеличивая совокупный спрос, и никак не воздействует на уровень предложения.

## Таблица уровня монетизации экономики (коэффициентов Маршалла) в% для разных стран по годам
| ГОД      | 1995  | 2000  | 2001  | 2002  | 2003  | 2004  | 2005  | 2006  | 2007  | 2008 | 2009 | 2010 | 2011 | 2012 | 2013 | 2014 | 2015  | 2016  | 2017  | 2018  | 2019 | 2020 | 2021 |
| -------- | ----- | ----- | ----- | ----- | ----- | ----- | ----- | ----- | ----- | ---- | ---- | ---- | ---- | ---- | ---- | ---- | ----- | ----- | ----- | ----- | ---- | ---- | ---- |
| Япония   | 206 % | 242 % | 225 % | 208 % | 210 % | 208 % | 207 % | 204 % | 201 % |      |      |      |      |      |      |      | 173 % | 178 % | 181 % | 185 % |      |      |      |
| Китай    | 83 %  | 124 % | 128 % | 136 % | 143 % | 142 % | 143 % | 148 % | 148 % |      |      |      |      |      |      |      | 194 % | 199 % | 212 % | 198 % |      |      |      |
| Канада   | 76 %  | 71 %  | 114 % | 153 % | 148 % | 143 % | 145 % | 153 % | 144 % |      |      |      |      |      |      |      |       |       |       |       |      |      |      |
| США      | 61 %  | 69 %  | 72 %  | 74 %  | 74 %  | 73 %  | 73 %  | 75 %  | 79 %  |      |      |      |      |      |      |      | 69 %  | 71 %  | 72 %  | 71 %  |      |      |      |
| Индия    | 42 %  | 52 %  | 55 %  | 59 %  | 60 %  | 61 %  | 62 %  | 64 %  | 68 %  |      |      |      |      |      |      |      | 18 %  | 14 %  | 18 %  | 18 %  |      |      |      |
| ЮАР      | 47 %  | 52 %  | 53 %  | 52 %  | 53 %  | 54 %  | 56 %  | 60 %  | 63 %  |      |      |      |      |      |      |      |       |       |       |       |      |      |      |
| Бразилия | 28 %  | 43 %  | 45 %  | 44 %  | 44 %  | 46 %  | 50 %  | 54 %  | 59 %  |      |      |      |      |      |      |      | 33 %  | 42 %  | 38 %  | 39 %  |      |      |      |
| Россия   | 15 %  | 13 %  | 14 %  | 15 %  | 17 %  | 20 %  | 22 %  | 25 %  | 31 %  | 31%  | 35%  | 39%  | 36%  | 36%  | 39%  | 38%  | 39%   | 42%   | 44%   | 43%   | 47%  | 55%  | 50%  |

У показателя монетизации экономики имеется ряд недостатков. В частности, сопоставление денежной массы на конкретную дату к ВВП, как единице потока за период (год), некорректно. Для устранения данного недостатка достаточно использовать усреднённый уровень денежной массы за период, аналогичный периоду расчёта ВВП.

## Демонетизация экономики
Современные экономические издания определяют демонетизацию экономики как повышение доли бартера в экономической жизни и вытеснение им денег, как средства обмена.
Демонетизация, как переход от денежного к бартерному обмену, возникает в период военных действий, гиперинфляции, то есть тогда, когда деньги утрачивают свою естественную роль в экономике как меры стоимости, средства обращения, средства накопления, средства платежа. При этом демонетизация может наблюдаться и в мирное время, при отсутствии признаков гиперинфляции.
Микроэкономическим объяснением демонетизации является гипотеза «ограничений ликвидности». У предпринимателя просто-напросто не хватает денежных средств для проведения необходимых торговых операций. В результате форма обмена приобретает характер «товар — товар». Отмечено, что демонетизация экономики в условиях финансовых кризисов связана с жёсткой монетарной политикой государства. Ужесточение финансовой политики (повышение налогов, снижение государственных расходов, снижение денежной массы для предотвращения инфляции и др.) приводит к относительной стабилизации финансового сектора, что вследствие снижения ликвидности приводит к демонетизации экономики и обостряет производственный кризис. Смягчение финансовой политики в свою очередь усиливает финансовый кризис.
Альтернативные объяснения предполагают демонетизацию торговых расчётов как форму ухода от налогообложения.